# Going Inside
Going Inside – drugi album EP Johna Frusciante wydany w 2001 roku.

## Spis utworów
Wszystkie utwory napisane przez Johna Frusciante.
1. "Time Is Nothing"  –  2:33
2. "So Would Have I"  –  2:09
3. "The Last Hymn"  –  1:57
4. "Beginning Again"  –  2:09
5. "Resolution"  -  2:46